# Donné
Donné est un substantif masculin singulier qui désigne « ce qui est immédiatement présent à l'esprit avant que celui-ci n'y applique ses procédés d'élaboration. »

## Application aux concepts

### Le donné comme «phénomène»
Le concept de « donné » est utilisé en philosophie, et particulièrement chez Husserl ou ses successeurs phénoménologues, pour désigner tout ce à quoi le sujet a directement accès, c'est-à-dire en général le phénomène.

## Application aux personnes
Le terme est employé pour désigner, au Moyen Âge, « l'homme qui se donne, lui et ses biens, à un monastère » en contrepartie de la confraternité et de la protection de l'institution. Son sens est alors équivalent à celui d'Oblat'. 
Plus particulièrement, en Amérique du Nord (Nouvelle-France) du XVIIe siècle, on appelait Donné un collaborateur, souvent homme de métier, qui se consacrait à Dieu tout en offrant son service aux Jésuites pour les missions huronnes, par contrat et pour la vie. C'est en 1638 que le Père Jérôme Lalemant organisa ce système de donnés avec l'approbation de ses supérieurs.